# Port lotniczy Tambankulu
Port lotniczy Tambankulu (ang. Tambankulu Airport, ICAO: FDTM) – port lotniczy położony blisko Tambankulu (Eswatini).